# Доррингтон, Алфи
А́лфи Те́рри Ча́рли До́ррингтон (англ. Alfie Terry Charlie Dorrington; родился 20 апреля 2005) — английский футболист, центральный защитник клуба «Тоттенхэм Хотспур», на правах аренды выступающий за «Абердин».

## Клубная карьера
Выступал за юношеские команды клубов «Хадли Рейнджерс» и «Кокфостерс». В 2018 году 13-летний Доррингтон присоединился к футбольной академии клуба «Тоттенхэм Хотспур». 31 марта 2021 года подписал школьный контракт с клубом. В апреле 2022 года подписал свой первый профессиональный контракт с «Тоттенхэм Хотспур». 15 декабря 2024 года дебютировал в Премьер-лиге, выйдя на замену в матче против «Саутгемптона».

## Карьера в сборной
Выступал за сборные Англии до 15, до 17, до 18 и до 19 лет.